# Expedición británica a Abisinia
La expedición británica a Abisinia (en inglés: British Expedition to Abyssinia) fue una misión de rescate y una expedición punitiva llevada a cabo en 1868 por las fuerzas armadas del Imperio británico contra el Imperio etíope (también conocido en ese momento como Abisinia). El emperador Tewodros II de Etiopía, entonces a menudo referido por el nombre anglizado de Theodore (Teodoro), encarceló a varios misioneros y a dos representantes del gobierno británico en un intento de obligar al gobierno británico a cumplir con sus demandas de asistencia militar. La expedición punitiva lanzada por los británicos en respuesta requirió el transporte de una fuerza militar considerable que debió recorrer cientos de kilómetros a través de un terreno montañoso sin ningún sistema de carreteras. Los formidables obstáculos para la acción fueron superados por el comandante de la expedición, el general Robert Napier, quien salió victorioso en cada batalla contra las tropas de Tewodros, capturó la capital etíope y rescató a todos los rehenes. La expedición fue ampliamente aclamada a su regreso por lograr todos sus objetivos.
El historiador Harold G. Marcus describió la acción como «uno de los asuntos de honor más caros de la historia».

## Contexto

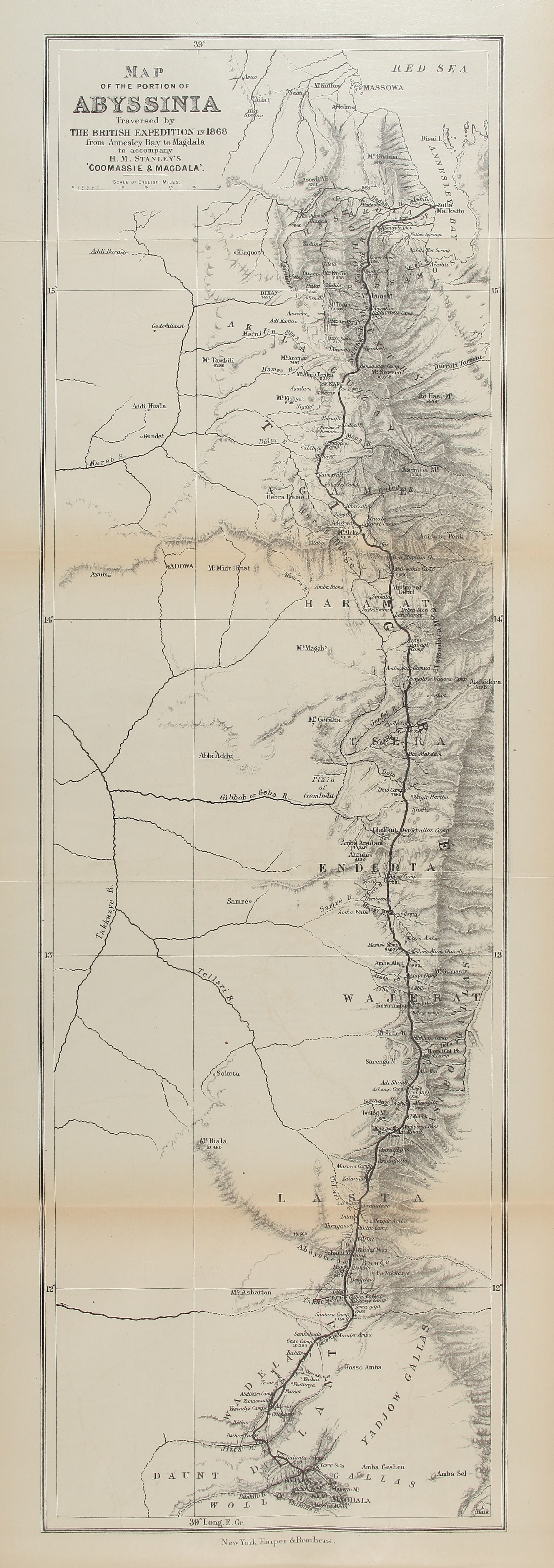
La ruta de la expedición a través de Abisinia

En octubre de 1862, la posición del emperador Tewodros como gobernante se había vuelto precaria: gran parte de Etiopía se había rebelado contra él, a excepción de una pequeña área que se extendía desde el lago Tana al este hasta su fortaleza en Magdala. Participó en constantes campañas militares contra una amplia gama de oponentes. Asimismo, Abisinia también se vio amenazada por la invasión del Islam: los turcos otomanos y los egipcios invadieron repetidamente Etiopía desde el mar Rojo y desde Sudán, mientras que la tribu musulmana Oromo se estaba expandiendo por todo el centro de Etiopía. En un último intento por recuperar su posición, Tewodros escribió a las principales potencias en busca de ayuda. Como cuenta Donald Crummey, «ahora venía el intento definitivo, en el punto de inflexión de la carrera del Emperador. El éxito podría estabilizar la situación interna; la derrota sacaría el último puntal. Propuso enviar embajadas con el objetivo final de obtener alianzas militares y acuerdos para el progreso técnico».
Tewodros envió cartas al Imperio ruso, al reino de Prusia, al Imperio austríaco, al Segundo Imperio francés y al Imperio británico. El gobierno francés respondió con demandas en nombre de una misión lazarista en Hamasien, en el extremo del reino de Tewodros; fueron el único país que se sabe que respondió. Un exdiplomático  señaló que había más en juego que la simple indiferencia: la carta estaba en lengua amárica y se envió a Alemania para su traducción.
La carta de Tewodros a la reina Victoria apelaba a la solidaridad cristiana frente a la expansión islámica que se estaba produciendo en la región, pero esto despertó poca simpatía. Los intereses del Imperio británico en el noreste de África no estaban orientados hacia una «cruzada» cristiana contra el Islam, sino que los británicos buscaban cooperar política, estratégica y comercialmente con el Imperio otomano, Egipto y Sudán. Esto no era solo para proteger la ruta a la India, sino también para garantizar que el Imperio otomano continuara actuando como un amortiguador contra los planes de expansión de Rusia en Asia Central. Además, como resultado de la guerra civil americana, las entregas de algodón de los Estados Confederados de América a la industria textil británica estaban disminuyendo, haciendo que los británicos dependieran cada vez más del algodón egipcio-sudanés. En vista de estos intereses, el Ministerio de Relaciones Exteriores británico no vio con buenos ojos apoyar a Tewodros. La carta fue preservada pero no contestada.

## Rehenes
El primer europeo en cruzarse en el camino de Tewodros tras esta falta de respuesta resultó ser Henry Stern, un misionero británico. Stern también había mencionado los orígenes humildes del Emperador en un libro que había publicado; aunque la referencia no pretendía ser insultante («la azarosa y romántica historia del hombre, que de niño pobre, en un convento de caña se convirtió... en el conquistador de numerosas provincias, y en el Soberano de un extenso reino»), resultó ser un error peligroso. En ese momento, Tewodros insistía en la verdad de su descendencia de la dinastía salomónica, y Tewodros expresó su ira de muchas maneras, incluida la muerte a golpes de los sirvientes de Stern. Más tarde Stern, junto con su asistente, el Sr. Rosenthal, fueron «encadenados, tratados severamente y el último golpeado en varias ocasiones».
El cónsul británico Charles Duncan Cameron, junto con Abuna Salama III y el grupo de misioneros asentados en Gafat, todos intercedieron por la liberación de la pareja encarcelada, y durante un tiempo pareció que sus esfuerzos podrían tener éxito; pero el 2 de enero de 1864, el propio Cameron fue capturado junto con su personal y todos fueron encadenados. Poco después, Tewodros ordenó encadenar a la mayoría de los europeos en el campamento real.
El gobierno británico envió a Hormuzd Rassam, un cristiano asirio nativo de Mesopotamia, para negociar una solución a esta crisis, pero «la seguridad en Tigray, la indecisión del rey y la continua confusión sobre las instrucciones del enviado» retrasaron la llegada de Rassam al campamento de Tewodros hasta enero de 1866. Al principio, parecía que Rassam si podría tener éxito en la liberación de los rehenes: el Emperador le mostró un gran favor, estableciéndolo en Qorata, un pueblo en la orilla sureste del lago Tana, y enviándole numerosos regalos, además de enviar a Cameron, Stern y los otros rehenes a su campamento.

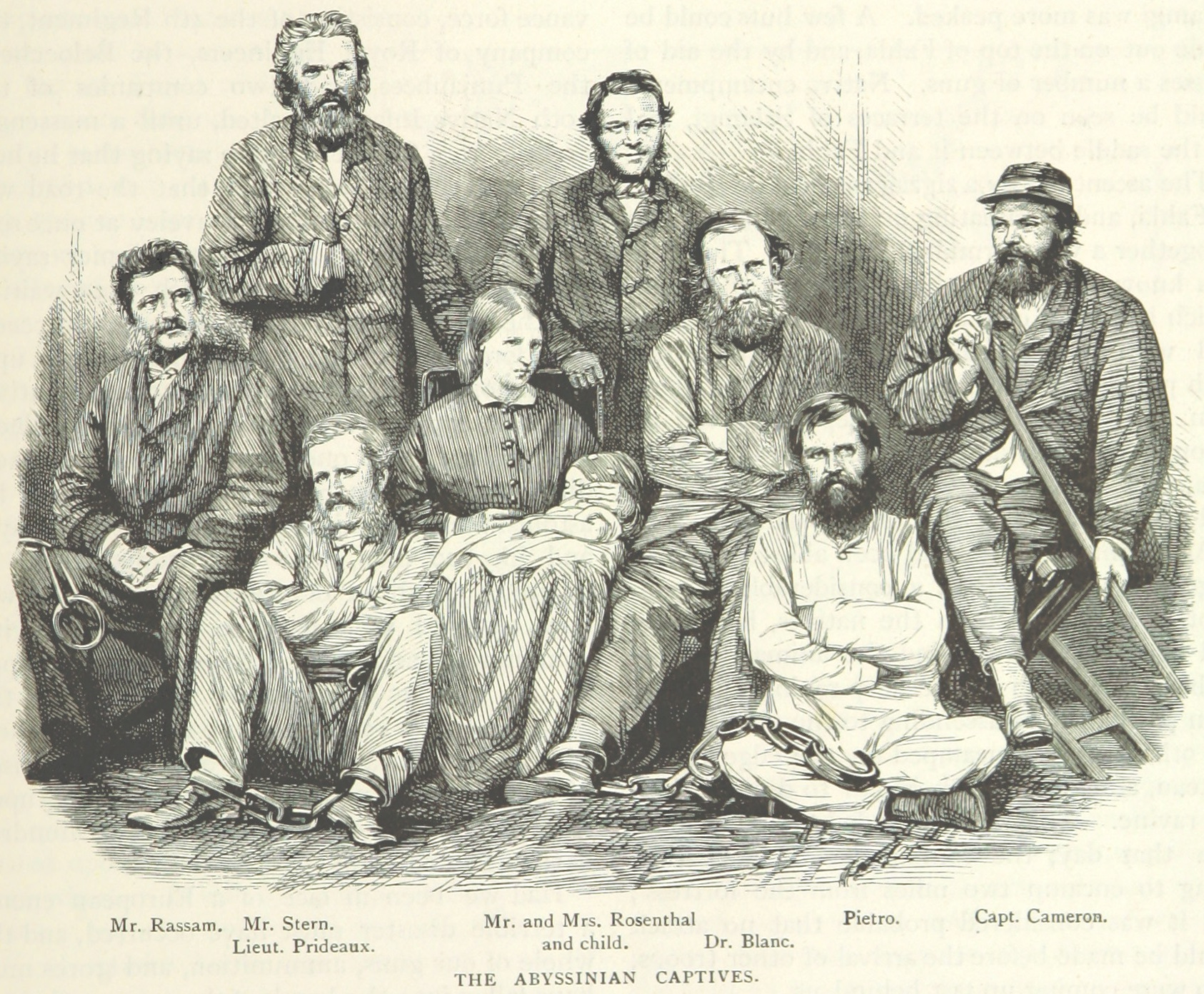
Los cautivos de Tewodros

Sin embargo, en ese momento C.T. Beke llegó a Massawa y envió cartas de las familias de los rehenes a Tewodros pidiendo su liberación. Como poco, las acciones de Beke solo hicieron sospechar a Tewodros. Rassam, escribiendo en sus memorias del incidente, es más directo: «Fecho el cambio en la conducta del rey hacia mí, y las desgracias que finalmente sucedieron a los miembros de la Misión y los antiguos cautivos, a partir de este día». Mientras tanto, el comportamiento del emperador Tewodros se estaba volviendo cada vez más errático, sus acciones incluían actos de amistad hacia Rassam, acusaciones paranoicas y violencia repentina sobre quienquiera que estuviera a su alrededor. Al final, el propio Rassam fue hecho prisionero y uno de los misioneros fue enviado con las noticias y las últimas demandas de Tewodros en junio de 1866. El Emperador finalmente trasladó a todos sus prisioneros europeos a su fortaleza en Magdala y continuó parlamentando con los británicos hasta que la reina Victoria anunció la decisión de enviar una expedición militar para rescatar a los rehenes el 21 de agosto de 1867.

## La campaña

### Planificación

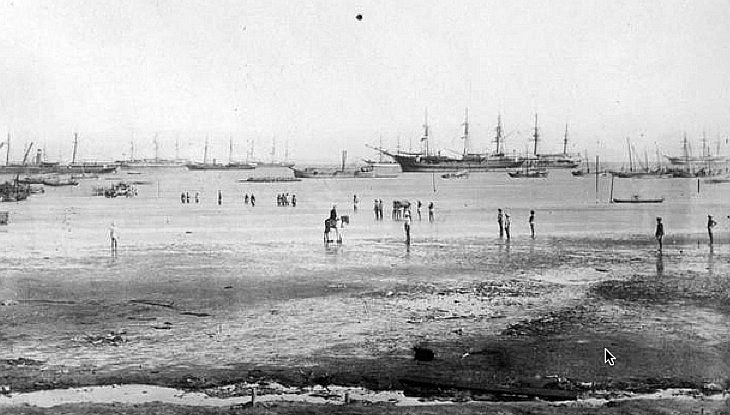
Buques navales y de apoyo británicos en el golfo de Zula, diciembre de 1867

A los ojos de Alan Moorehead, «nunca ha habido en los tiempos modernos una campaña colonial como la expedición británica a Etiopía en 1868. Procede de principio a fin con el decoro y la pesada inevitabilidad de un banquete estatal victoriano completo con sus pesados discursos al final. Y, sin embargo, fue una empresa temible; durante cientos de años, el país nunca había sido invadido, y solo la naturaleza salvaje del terreno era suficiente para promover el fracaso».
La tarea fue encomendada al ejército de Bombay y el mando de la fuerza expedicionaria al teniente general sir Robert Napier. Esta fue una decisión muy inusual, ya que era la primera vez que se confiaba una campaña a un oficial del Cuerpo de Ingenieros Reales (Corps of Royal Engineers). También fue una decisión muy sensata, ya que toda la campaña dependería de las habilidades de ingeniería para tener éxito.  Se recopiló cuidadosamente información de inteligencia sobre Etiopía mientras se calculaba el tamaño del ejército y se estimaban sus necesidades antes de que comenzara el esfuerzo masivo. Moorehead lo describe: «Así, por ejemplo, se enviarían cuarenta y cuatro elefantes entrenados desde la India para llevar las armas pesadas en la marcha, mientras que se enviaron comisiones de contratación por todo el Mediterráneo y el Cercano Oriente para obtener mulas y camellos para manejar el tren más ligero. Se iba a colocar un ferrocarril, completo con locomotoras y unas veinte millas (32 km) de vías, a través de la llanura costera, y en el lugar de aterrizaje se construirían grandes muelles, faros y almacenes».
Dadas las largas líneas de suministro reueridas y los limitados recursos propios, los británicos entendieron que dependerían extremadamente de un suministro local constante y confiable de alimentos para los hombres y de forraje para los animales. En consecuencia, decidieron no saquear a lo largo de la ruta, sino pagar por todos los suministros necesarios. Con este fin, la expedición llevó consigo una suma considerable de la moneda más utilizada en la Etiopía del siglo XIX, el Tálero de María Teresa.

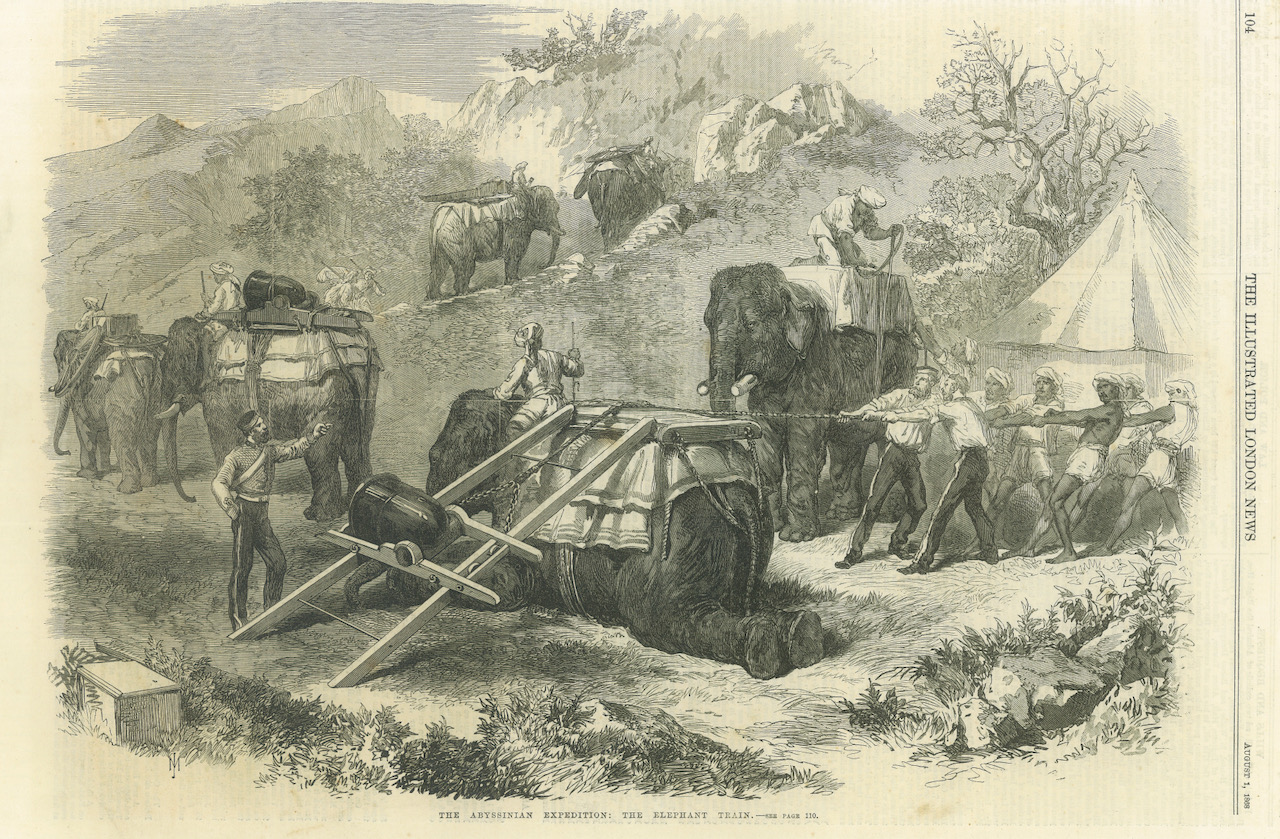
Elefantes enviados desde India para transportar las armas y proyectiles para la expedición.

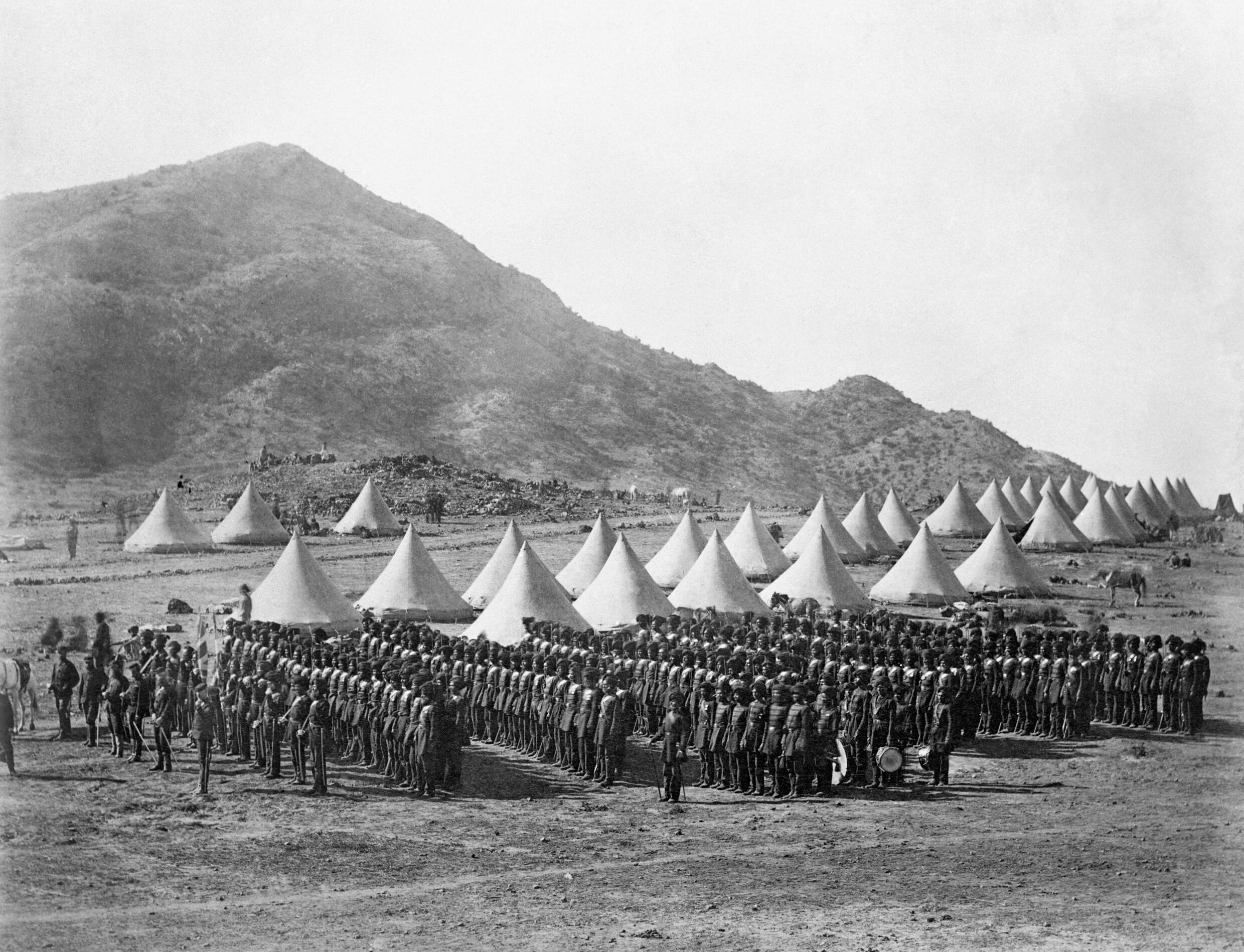
El Regimiento Baloch en el campamento

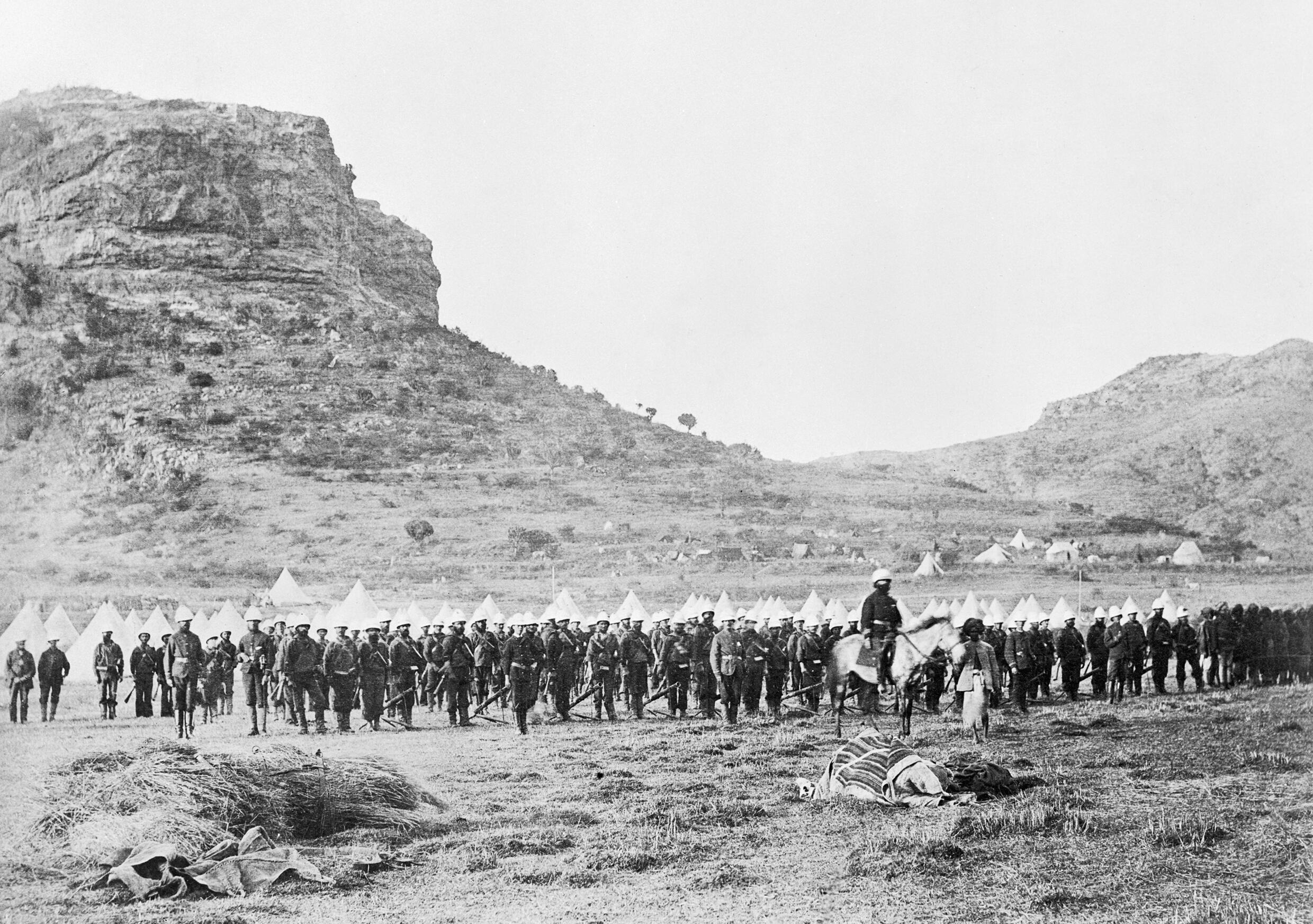
La Brigada naval

La fuerza constaba de 13 000 soldados británicos e indios, 26 000 seguidores del campamento y más de 40 000 animales, incluidos los elefantes. Además, hubo un contingente considerable de periodistas integrados, incluido el periodista Henry Morton Stanley, así como varios observadores, traductores, artistas y fotógrafos europeos. La fuerza zarpó de Bombay en más de 280 barcos de vapor y vela. La vanguardia de ingenieros desembarcó en Zula en el mar Rojo, a unos  48 km al sur de Massawa, y comenzó a construir un puerto a mediados de octubre de 1867. A finales del primer mes habían completado un muelle de unos  640 mde largo; completaron un segundo más para la primera semana de diciembre. La comitiva ya estaba llegando al interior, con ocho puentes de vigas de hierro construidos. Al mismo tiempo, una vanguardia, al mando de sir William Lockyer Merewether, había remontado el lecho seco del río Kumayli hasta el paso de Suru, donde nuevamente los ingenieros estaban ocupados construyendo una carretera a Senafe de unos 100 km de largo, elevándose a 2300 m para los elefantes, cañones y carretas. La demanda de agua era enorme; el campamento de Zula usaba unas 200 toneladas por día, que se obtenían usando la condensación de las calderas de los barcos de vapor en el puerto. A medida que la fuerza avanzaba tierra adentro, se tuvieron que cavar pozos. Estos pozos entubados, versiones de la tecnología de pozos entubados de Norton, tuvieron tanto éxito en el suministro de agua subterránea para las fuerzas británicas que se los conoció como «pozos abisinios» y fueron ampliamente adoptados en Inglaterra y en otros lugares para proporcionar suministros de agua confiables.
Desde Senafe, Merewether envió dos cartas del teniente general Napier: una al emperador Tewodros, exigiéndole la liberación de los rehenes (que Rassam interceptó y destruyó, temeroso de que este ultimátum pudiera enfurecer a Tewodros contra los prisioneros); la otra al pueblo de Etiopía, proclamando que estaba allí únicamente para liberar a los cautivos y que tenía intenciones hostiles solo hacia aquellos que buscaban oponerse a él. Napier llegó a Zula el 2 de enero de 1868, y terminó su plan de avance antes de partir el 25 de enero hacia Senafe.

### Avance
Las fuerzas británicas tardaron tres meses en recorrer más de 640 km de terreno montañoso hasta el pie de la fortaleza del emperador en Magdala. En Antalo, Napier parlamentó con Dajamach Kassai (más tarde, el emperador Yohannes IV) y se ganó su apoyo, que los británicos necesitaban en su marcha resuelta hacia Magdala; sin la ayuda, o al menos la indiferencia, de los pueblos locales, la expedición británica habría tenido mayores dificultades para alcanzar su objetivo en las profundidades de las tierras altas del macizo etíope. El 17 de marzo, el ejército llegó al lago Ashangi, a 160 km de su objetivo, y aquí, para aligerar aún más sus cargas, las tropas recibieron medias raciones.
En este punto, las fuerzas del emperador Tewodros ya se habían empezado a disolver. A principios de 1865 controlaba poco más que Begemder, Wadla y Delanta (donde se encontraba la fortaleza de Magdala). Luchó por mantener el tamaño de su ejército, que Sven Rubenson señala que era su único «instrumento de poder», pero a mediados de 1867 las deserciones de su ejército habían reducido su tamaño a 10 000 hombres. Harold Marcus observa: «Por un costo total de alrededor de 9 000 000 £, Napier se dispuso a derrotar a un hombre que solo podía reunir unos pocos miles de tropas y que había dejado de ser el líder de Etiopía en todo menos en el título».
Los británicos también fueron ayudados por sus acuerdos diplomáticos y políticos con la población nativa, potentados locales e importantes príncipes provinciales para proteger la marcha desde la costa hasta Magdala y proporcionar un suministro confiable de alimentos y forraje. Además, el pronunciamiento de Napier a los gobernadores, los jefes, las órdenes religiosas y el pueblo de Abisinia decía:

Ustedes saben que Teodoro, rey de Abisinia, mantiene en cautiverio al consul británico Cameron, al enviado británico Rassam y a muchos otros, en violación de las leyes de todas las naciones civilizadas. Habiendo fracasado toda persuasión amistosa para obtener su liberación, mi Soberano me ha ordenado que dirija un Ejército para liberarlos. Todos los que se hagan amigos de los prisioneros o ayuden a su liberación serán bien recompensados, pero aquellos que los lastimen serán severamente castigados. Cuando llegue el momento de la marcha de un ejército británico a través de su país, tengan presente, Pueblo de Abisinia, que la reina de Inglaterra [sic] no tiene sentimientos hostiles hacia ustedes, y ningún designio contra su país o su Libertad.
Vuestros establecimientos religiosos, vuestras personas y vuestros bienes serán cuidadosamente protegidos.
Todos los suministros necesarios para mis soldados serán pagados. Ningún habitante pacífico será molestado. El único objetivoo por el cual la fuerza británica ha sido enviada a Abisinia es la liberación de los súbditos de Su Majestad. No hay intención de ocupar permanentemente ninguna parte del territorio abisinio ni de interferir en el gobierno del país.
It is known to you that Theodorus, King of Abyssinia, detains in captivity the British Council Cameron, the British Envoy Rassam and many others, in violation of the laws of all civilized nations. All friendly persuasion having failed to obtain their release, my Sovereign has commanded me to lead an Army to liberate them. All who befriend the prisoners or assist in their liberation shall be well rewarded, but those who may injure them shall be severely punished. When the time shall arrive for the march of a British Army through your country, bear in mind, People of Abyssinia, that the Queen of England [sic] has no unfriendly feelings towards you, and no design against your country or your Liberty.
Your religious establishments, your persons and your property shall be carefully protected.
All supplies required for my soldiers shall be paid for. No peaceable inhabitant shall be molested. The sole object for which the British Force has been sent to Abyssinia is the liberation of Her Majesty's subjects. There is no intention to occupy permanently any portion of the Abyssinian Territory, or to interfere with the government of the country.

Los tres príncipes etíopes más poderosos en el norte, Dajamach Kassai de Tigray, Wagshum Gobeze de Lasta y Menelik II de Shewa, se comprometieron a cooperar y ayudar al ejército británico, transformando así una aparente invasión de Abisinia en la conquista de una única fortaleza montañosa defendida por solo unos pocos miles de guerreros al servicio de un gobernante impopular. Además, los británicos aseguraron el apoyo de dos reinas oromo, Werkait y Mostiat, para bloquear todas las rutas de escape de Magdala.

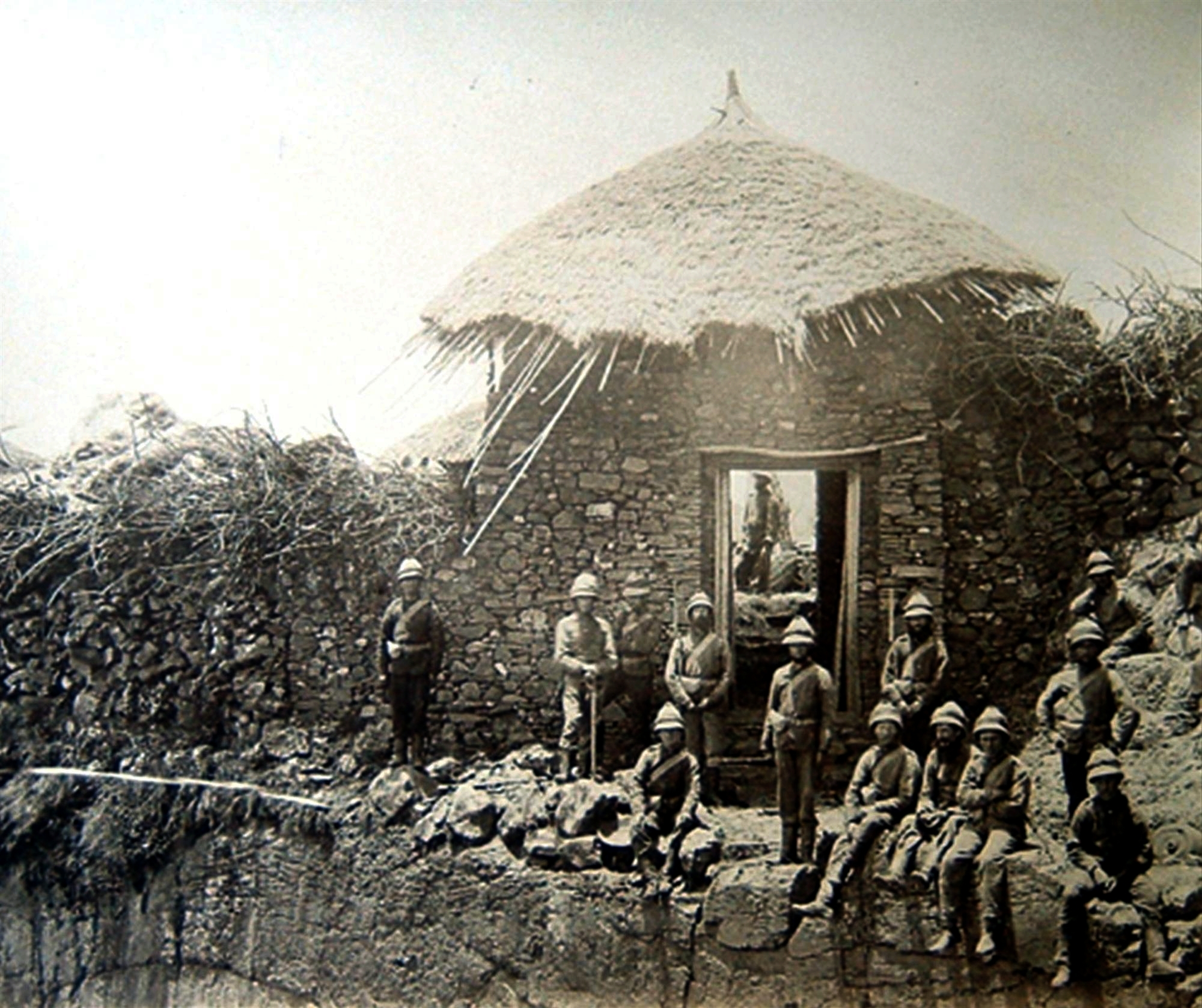
Tropas británicas posando en un puesto de centinela capturado sobre la puerta Koket-Bir en la fortaleza de Magdala

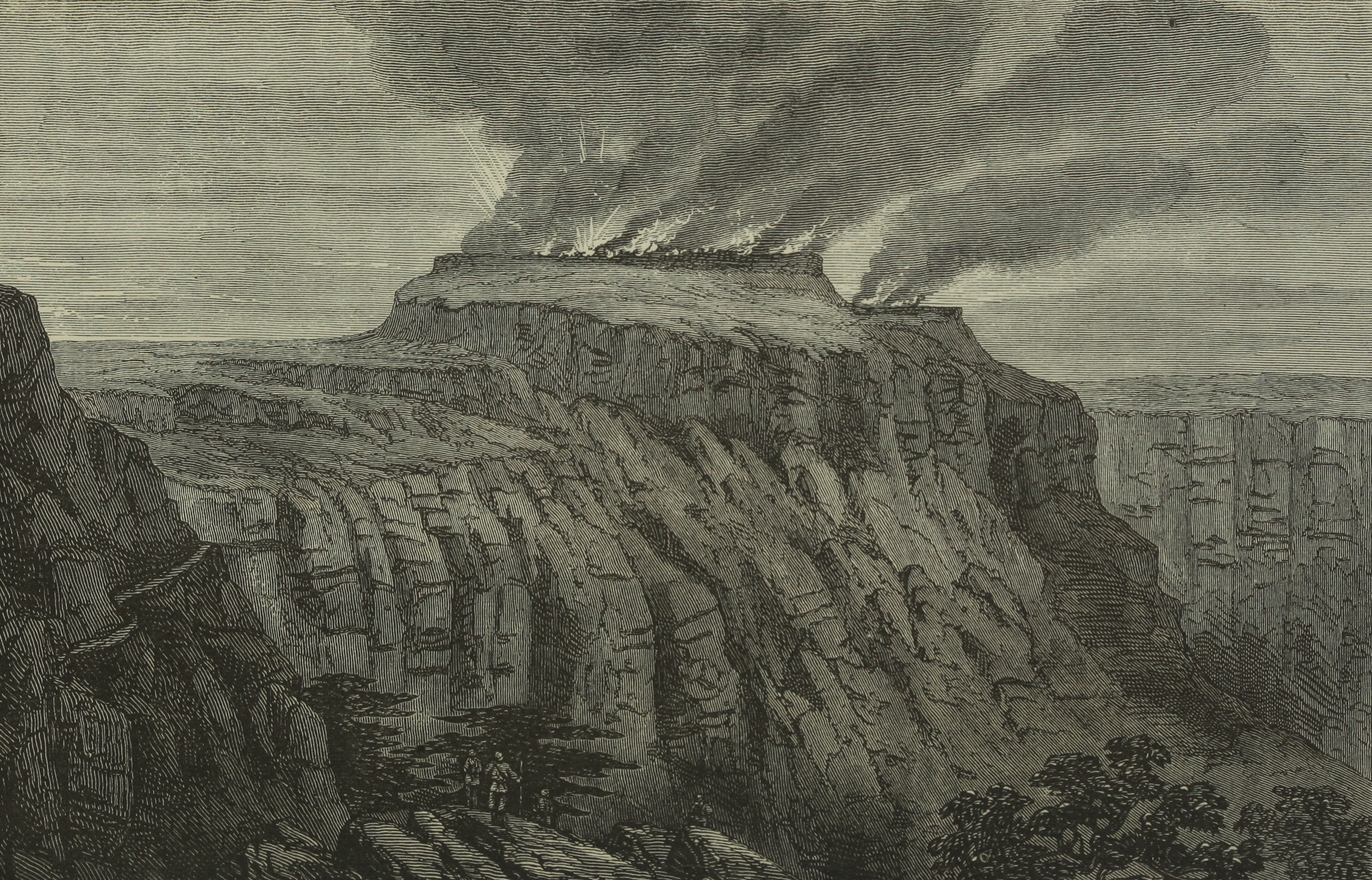
La fortaleza de Magdala ardiendo

### Los movimientos de Tewodros
Al mismo tiempo que los británicos marchaban hacia el sur, hacia Magdala, Tewodros avanzaba desde el oeste, siguiendo el curso del río Bashilo, con los cañones (incluida su creación premiada, el enorme Sebastopol) que había inducido a construir para él a los misioneros europeos y a los artesanos extranjeros en Gafat. El Emperador pretendía llegar a Magdala antes que los británicos, y aunque la distancia a recorrer era más corta y que había iniciado su viaje diez días antes de que Napier partiera de Zula, su éxito no era seguro y solo llegó a su fortaleza diez días antes que sus oponentes. Rubenson señala que fue Tewodros, y no la expedición británica, la que tuvo que atravesar territorio hostil, ya que los soldados de Tewodros habían marchado bajo la amenaza de ataques de las fuerzas numéricamente superiores de Gobeze, y se habían visto obligados a defenderse de enemigos hostiles en el camino a Magdala. Los problemas de Tewodros para aprovisionar a su ejército y transportar su artillería también habían sido mucho mayores que los de Napier. Lo más importante de todo fue que Tewodros no podía confiar ni siquiera en los cuatro mil soldados que aún lo seguían. Dada la oportunidad, podrían abandonarlo como muchos ya habían hecho.
Tewodros dio una última demostración de su falta de dotes diplomáticas el 17 de febrero, cuando tras aceptar la sumisión de los habitantes de Delanta, les preguntó por qué habían esperado hasta que apareció con su ejército. Cuando respondieron que los rebeldes oromo y gobeze los habían impedido, «les dijo que eran tan malos como los demás y ordenó que los saquearan... En consecuencia, cuando el rey [Tewodros] ordenó que los atacaran , todos lucharon valientemente y, junto con los habitantes de Dawunt, mataron a un gran número de sus soldados y se apoderaron de sus armas y mulas». Tewodros no solo se había aislado durante varios días en un territorio hostil a la vista de su último bastión, una delegación de Yejju, que se acercaba a él para ofrecerle su sumisión, al escuchar que el salvajismo de Tewodros se revirtió rápidamente.

### Llegada de los británicos
El 9 de abril, los elementos de vanguardia de la fuerza británica llegaron a Bashilo «y a la mañana siguiente, Viernes Santo, cruzaron el arroyo descalzos, agachándose para llenar sus botellas de agua en el camino».
En la tarde de ese Viernes Santo, comenzó la decisiva batalla de Magdala fuera de la fortaleza. Los británicos tenían que pasar la meseta de Arogye, que se encontraba en la única ruta abierta hasta Magdala. El camino estaba bloqueado por miles de soldados etíopes armados acampados alrededor de las laderas con hasta 30 piezas de artillería. Los británicos, que no esperaban que los etíopes abandonaran sus defensas y los atacaran, les prestaron poca atención mientras formaban para desplegarse.
Sin embargo, Tewodros ordenó un ataque y miles de soldados, muchos de ellos armados solo con lanzas, cargaron contra las posiciones británicas. Los británicos se desplegaron rápidamente para encontrarse con la masa que cargaba y arrojaron un fuego devastador sobre sus filas, incluidos cohetes de la Brigada Naval y fuego de artillería de cañón de montaña, así como fuego de rifle. Sobre el lanzamiento de cohetes, el capitán Hozier comentó: «Muchas masas carbonizadas y montones destrozados mostraron cuán terrible fue el caos, cuán horrible la muerte».  Durante los combates, una unidad de vanguardia dominó a algunos de los equipos de artillería etíopes y capturó sus piezas de artillería. Después de una batalla caótica de 90 minutos, los etíopes derrotados se retiraron a Magdala.
En total, entre 700 y 800 guerreros etíopes murieron y entre 1200 y 1500 resultaron heridos, la mayoría de ellos de gravedad, mientras que en el lado británico solo hubo veinte bajas, dos hombres heridos de muerte, nueve heridos graves y nueve heridos leves. Como tal, la batalla de Arogye fue mucho más sangrienta y consecuente que el asedio del día siguiente al fuerte en lo alto de una colina en Magdala.

### Asedio de Magdala
Después de repeler el ataque etíope, al día siguiente la fuerza británica se trasladó a Magdala. Cuando los británicos se acercaron, Tewodros liberó, bajo palabra, a dos rehenes para ofrecer condiciones. Napier insistió en la liberación de los rehenes y en una rendición incondicional. Tewodros se negó a rendirse incondicionalmente, pero liberó a los rehenes europeos durante los dos días siguientes, mientras que a los rehenes nativos les amputaron las manos y los pies antes de arrojarlos al borde del precipicio que rodea la meseta.
Los británicos continuaron su avance el 13 de abril y sitiaron la fortaleza de Magdala. El ataque británico comenzó con un bombardeo de morteros, cohetes y artillería. Luego, las unidades de infantería abrieron fuego para brindar cobertura a los Royal Engineers  cuando volaron las puertas de la fortaleza a las 4:00 p. m. Luego, la infantería británica entró en tropel y abrió fuego, y avanzó con las bayonetas caladas, lo que obligó a los defensores a retirarse a la segunda puerta. Luego, los británicos avanzaron y tomaron la segunda puerta, donde encontraron a Tewodros muerto adentro. Tewodros se había suicidado con una pistola que originalmente había sido un regalo de la reina Victoria, en lugar de enfrentarse al cautiverio. Cuando se anunció su muerte, cesó la resistencia de los defensores. Un moderno comentarista afirma: «Cuando Tewodros prefirió la muerte autoinfligida al cautiverio, privó a los británicos de esa máxima satisfacción y sentó las bases para su propia resurrección como símbolo de la desafiante independencia de los etíopes».
El teniente Stumm, un testigo presencial, describió el descubrimiento del cuerpo de Tewodros:

Subiendo una estrecha escalera de roca, avanzamos rápidamente hacia una segunda puerta, por la que pasamos sin encontrar resistencia. Unos cien pasos más allá yacía el cuerpo semidesnudo del mismísimo Emperador, que se había quitado la vida con un tiro de pistola. Una extraña sonrisa se dibujaba en el rostro notablemente joven y de aspecto atractivo, y me impresionó especialmente la nariz finamente dibujada y audazmente aguileña.
Climbing a narrow rock stairway, we advanced quickly toward a second gate, through which we passed without meeting resistance. About a hundred paces beyond it lay the half-naked body of the Emperor himself, who had taken his own life with a pistol shot. A strange smile was on the remarkably young and attractive-looking face, and I was struck particularly by the finely drawn, boldly aquiline nose.
  

El cuerpo de Tewodros fue incinerado y sus cenizas enterradas dentro de una iglesia local por los sacerdotes. La iglesia en sí estaba custodiada por soldados del 33.º Regimiento, quienes la saquearon, llevándose una variedad de cruces de oro, plata y latón, así como obras de filigrana y raros tabots.
Las bajas en la batalla de Magdala fueron comparativamente pequeñas: el bombardeo de la artillería británica mató a unos veinte guerreros y civiles etíopes e hirió a otros 120, mientras que otros cuarenta y cinco etíopes murieron por disparos de rifle durante el asalto de infantería. En total, las bajas de las tropas británicas fueron de solo diez heridos graves y cinco heridos leves. Estas muertes fueron notablemente menores que la masacre del día anterior en Arogye, que resultó ser el compromiso decisivo de la campaña.
Antes de que los británicos abandonaran Magdala, sir Robert ordenó la destrucción de la artillería de Tewodros. También permitió que sus tropas saquearan y quemaran la fortaleza, incluidas sus iglesias, como medida punitiva. Las tropas recolectaron muchos artefactos históricos y religiosos que fueron llevados de regreso a Gran Bretaña, muchos de los cuales ahora se pueden ver en la British Library y el British Museum. Se necesitaron quince elefantes y casi 200 mulas para llevarse el botín.

## Consecuencias

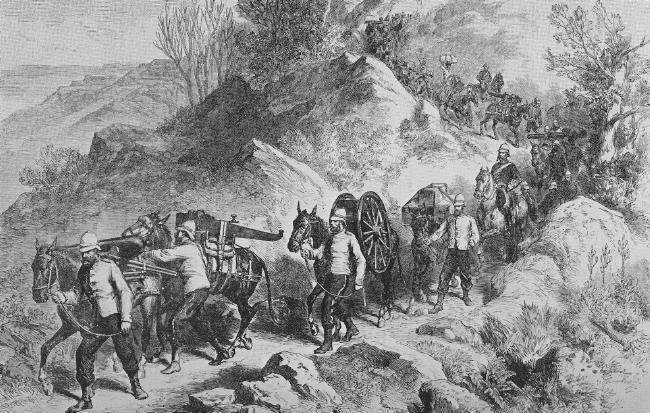
Las tropas británicas inician su marcha de regreso a Zula

Magdala estaba en territorio de las tribus musulmanas oromo, que mucho antes se lo habían quitado al pueblo amhara; sin embargo, Tewodros lo había recuperado algunos años antes. Dos reinas oromo rivales, Werkait y Mostiat, se habían aliado con los británicos y reclamaron el control de la fortaleza conquistada como recompensa. Napier prefirió entregar Magdala al gobernante cristiano de Lasta, Wagshum Gobeze, porque si Gobeze tenía el control de la fortaleza, podría detener el avance de los oromos y asumir la responsabilidad de más de 30 000 refugiados cristianos del campamento de Tewodros. Sin embargo, como Gobeze no respondió a estas propuestas, prefiriendo adquirir los cañones de Tewodros, y las dos reinas oromo no pudieron llegar a un acuerdo, Napier decidió destruir la fortaleza.
Después de la destrucción de Magdala, los británicos comenzaron a retirarse sobre sus pasos hacia Zula, «una procesión imponente, con las bandas tocando y las banderas a la cabeza, pero el ejército pronto se dio cuenta de que no se habían ganado ninguna gratitud en Etiopía; fueron tratados como simplemente otra tribu guerrera». En Senafe, los británicos recompensaron a Ras Kassai, Yohannes IV, por sus servicios con una formidable cantidad de suministros, que Marcus estima que valían «aproximadamente 500 000 £»: seis morteros, seis obuses, alrededor de 900 mosquetes y rifles, existencias de municiones que incluían 585.480 cápsulas fulminantes y otros bienes y suministros. Estos más tarde ayudaron a su ascenso a Emperador contra rivales tan talentosos como Wagshum Gobeze y Menelik de Shewa..
En Zula, Napier asignó al capitán Charles Goodfellow, en nombre del Museo Británico, para llevar a cabo una excavación en las cercanías de Adulis, el puerto del antiguo reino de Axum. Se descubrieron varios artefactos que incluían cerámicas, monedas y columnas de piedra. Esta fuela primera excavación arqueológica de la antigua ciudad de Adulis, un puerto africano clave de la antigüedad que sirvió como centro de comercio a lo largo del mar Rojo.
El 2 de junio, el campamento base fue desmantelado y mientras los hombres y los rehenes eran cargados en los barcos, Napier abordó el Feroze el 10 de junio y zarpó hacia Inglaterra a través del Canal de Suez .
En una nota al margen curiosa, muchos de los rehenes estaban descontentos con la demanda de Napier de que abandonaran el país. Varios rehenes argumentaron que hacía tiempo que se habían alejado de su antigua patria en Europa y que ya no tendrían ninguna posibilidad de rehacer allí una nueva vida para sus familias. El observador alemán Josef Bechtinger, que acompañó a la expedición, escribió:

La mayoría de ellos, en lugar de agradecer a la Providencia por su rescate final, no estaban contentos con el nuevo giro de los acontecimientos. Estaban indignados, molestos, por tener que salir de Abisinia. «¿Qué —dijeron— se supone que debemos hacer ahora en Europa, qué se supone que debemos hacer ahora con nuestras esposas e hijos en nuestra patria, que se ha vuelto ajena para nosotros? ¿Cómo se supone que debemos vivir ahora entre personas que ¿Se han vuelto extraños para nosotros y ya no nos gustan? ¿De qué se supone que debemos vivir?»
Most of them, instead of thanking Providence for their final rescue – were not all happy with the new turn of events. They were indignant, upset, at having to leave Abyssinia. "What" they said, "are we supposed to do in Europe now, what are we supposed to do now with our wives and children back in our homeland – which has become alien to us? How are we supposed to live now among people who have [become] alien to us and whom we no longer like? What are we supposed to live on?

Bechtinger informó que muchos de ellos finalmente regresaron a su país adoptivo desde Suez a través de Massawa.
En Londres, Napier fue nombrado barón Napier de Magdala en reconocimiento a su logro. El general Napier también fue nombrado Caballero Gran Cruz de la Orden del Baño (GCB) el 27 de abril de 1868. En Gibraltar, donde se desempeñó como gobernador de 1876 a 1883, hay una batería nombrada en su honor, batería Napier de Magdala.
Un soldado de la expedición, John Kirkham, se quedó en Etiopía y finalmente se desempeñó como asesor de Yohannes IV. Kirkham jugó un papel decisivo en el adiestramiento de las tropas etíopes según los estándares militares occidentales, levantando y entrenando lo que se conoció como la Fuerza Disciplinada del Emperador. Las tropas de Kirkham jugaron un papel importante en la derrota del rival de Yohannes por la corona etíope, Wagshum Gobeze, luchando con un éxito conspicuo en la Batalla de Assam el 11 de julio de 1871. Kirkham había sacrificado su condición de súbdito británico al aceptar servir a las órdenes de Yohannes. algo que volvió a atormentarlo cuando fue encarcelado en Massawa por las fuerzas egipcias durante la guerra egipcio-etíope. A pesar de ser descubierto por un grupo de marineros británicos del HMS Teazer, a los marineros no se les permitió ayudarlo a escapar. Kirkham murió en cautiverio en 1876.

### Política etíope
Tewodros había pedido a su esposa, la emperatriz Tiruwork Wube, que en caso de su muerte, pusiera a su hijo, el príncipe Alemayehu, bajo la protección de los británicos. Aparentemente, esta decisión se tomó por temor a que cualquier aspirante al imperio de Abisinia le quitara la vida. De acuerdo con esos deseos, Alemayehu fue llevado a Londres, donde fue presentado a la reina Victoria, quien se encariñó con el joven. Alemayehu estudió luego en el Cheltenham College, la Rugby School y la Royal Military Academy Sandhurst. Sin embargo, tanto la reina como Napier se preocuparon más tarde por el desarrollo posterior del joven príncipe, que se volvió cada vez más solitario, infeliz y deprimido durante este tiempo. En 1879, a la edad de 19 años, el príncipe murió de enfermedad. Fue enterrado cerca de la capilla real de Windsor con una placa funeraria colocada en su memoria por la reina Victoria.
Después de la retirada de los británicos, la lucha por la sucesión al trono de Tewodros se desató en Etiopía desde 1868 hasta 1872. Finalmente, fue Dajamach Kassai de Tigray, sobre todo debido a las armas británicas que le entregó la expedición Magdala en retirada, quien pudo para expandir su poder y prevalecer sobre sus rivales. En julio de 1871, ganó la batalla de Assam, cerca de Adwa, aunque con muchas menos tropas derrotó a su antiguo rival Wagshum Gobeze de Lasta. Kassai se hizo coronar emperador de Etiopía, tomando el nombre de Yohannes IV.

### Honor de batalla
El éxito de la expedición condujo a la institución de un honor de batalla, Abisinia, que se otorgó a las unidades del Ejército del Raj británico que habían participado en la campaña. Las unidades que participaron en la campaña pertenecían, a excepción de los Madras Sappers, a los ejércitos de las Presidencias de Bengala y de Bombay.

## Objetos saqueados

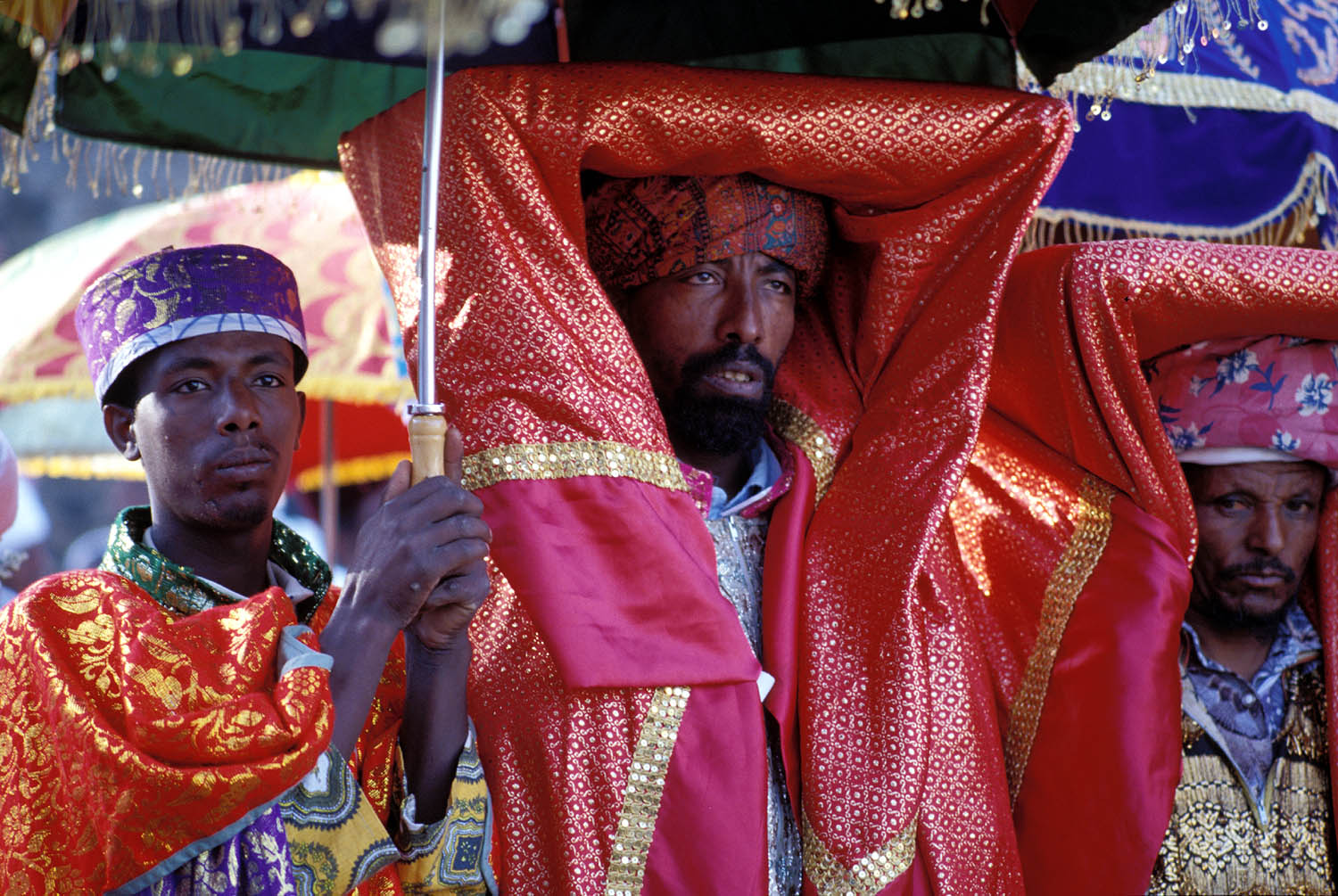
Un tabot, escondido en una rica custodia, es llevado en procesión por un sacerdote ortodoxo etíope en la celebración de la Epifanía

El Museo Británico envió a un miembro de su personal como parte de la expedición. Después de que terminaron las expediciones de Magdala, muchos objetos saqueados, artefactos culturales y objetos de arte terminaron en colecciones estatales y privadas, en posesiones familiares y en manos de soldados ordinarios.  La mayoría de los libros y manuscritos fueron al Museo Británico o la Biblioteca Bodleiana en Oxford, mientras que unos pocos fueron a la Biblioteca Real del castillo de Windsor y a otras colecciones británicas más pequeñas. Otros objetos saqueados terminaron en el Victoria and Albert Museum, el Museum of Mankind y el National Army Museum. El Museo del Ejército Nacional acordó devolver un mechón de cabello de Tewodros en 2019 que fue tomado durante la expedición. Todas las adquisiciones científicas y los artículos expropiados de la expedición de Magdala estimularon y promovieron un mayor interés por la historia y la cultura de Etiopía entre los investigadores europeos y el público educado.[cita requerida] Esto sentó las bases para los Estudios Etíopes modernos , y también para la investigación sobre el antiguo reino de Axum.[cita requerida]
De vez en cuando, parte del tesoro saqueado ha sido devuelto a Etiopía. Por ejemplo, una edición del Kebra Nagast  junto con un icono de una imagen de Cristo con la corona de espinas fueron devueltos al emperador Yohannes IV en la década de 1870. En 1902, Lady Valerie Meux legó su colección de manuscritos etíopes al emperador Menelik II, pero su testamento fue anulado poco después de su muerte en 1910.
En 1924, la emperatriz Zawditu recibió una de las dos coronas saqueadas de Tewodros, pero el Victoria and Albert Museum retuvo la corona de oro más valiosa. En la década de 1960, la reina Isabel II devolvió el gorro y el sello reales de Tewodros al emperador Haile Selassie durante una visita de estado a Etiopía.
En 1999, varias figuras prominentes en Gran Bretaña y Etiopía crearon la Asociación para el retorno de los tesoros etíopes de Magdala (Association For the Return of the Magdala Ethiopian Treasures, AFROMET), que ha realizado una campaña de información y cabildeo para que todos los tesoros tomados durante la expedición sean repatriados a Etiopía.

## En la cultura popular
La expedición a Abisinia es el escenario de la novela Flashman on the March (2005) de George MacDonald Fraser.